# 4ts Premis del Cinema Europeu
Els 4ts Premis del Cinema Europeu, presentats per l'Acadèmia del Cinema Europeu, van reconèixer l'excel·lència del cinema europeu. La cerimònia va tenir lloc l'1 de desembre de 1991 al Studio Babelsberg de Potsdam, Alemanya, i va ser presentada per l'actriu luxemburguesa Désirée Nosbusch i l'historiador i publicista alemany Johannes Willms. En aquesta edició 24 països van entrar en competició amb un jurat presidit per Hanna Schygulla. Les pel·lícules amb més nominacions (tres cadascuna) van ser Le Petit Criminel del francès Jacques Doillon, l'adaptació cinematogràfica de l'alemany Volker Schlöndorff de la novel·la Homo Faber de Max Frisch i la comèdia Toto le héros del belga Jaco van Dormael. Finalment no hi fou nominada cap pel·lícula espanyola.

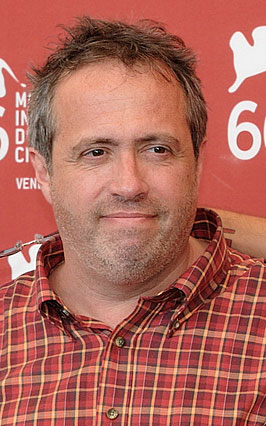
Jaco-Van-Dormael, premi director jove

La millor pel·lícula europea de l'any va ser un drama anglès, Riff-Raff de Ken Loach. El guanyador absolut de la cerimònia va ser Toto le héros: millor pel·lícula nova, millor actor, Jaco van Dormael va ser guardonat amb el millor guionista i Walter van den Ende, que va crear el món visual de la pel·lícula, va guanyar Felix el millor director de fotografia.

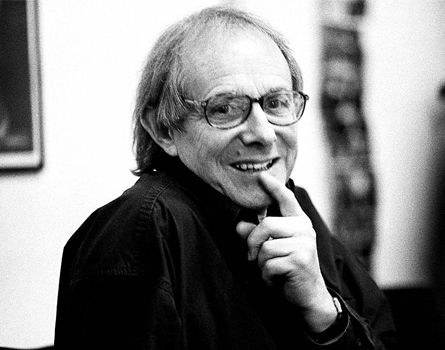
Ken Loach, director de "Riff-Raff"

El Premi del Cinema Europeu a la Millor Carrera Cinematogràfica va ser concedida a l'escenògraf francohongarès Alexandre Trauner. L'actor alemany Horst Buchholz l'hi va entregar esmentant el rodatge de la comèdia de 1961 de Billy Wilder Un, dos, tres, per a la qual Trauner va reconstruir la Porta de Brandenburg. El premi va ser lliurat pel mític director de cinema francès, Marcel Carné, a la dona de Trauner.

## Membres del jurat
- Hanna Schygulla, actriu, presidenta del jurat -
- Andrés Vicente Gómez productor de cinema -
- Terry Jones actor-director -
- Bruno de Keyzer cinematògraf -
- Elem Klímov director de cinema -
- Daniele Luchetti, actor i director -
- Fons Rademakers, cineasta -

## Guanyadors i nominats
Els guanyadors estan en fons groc i en negreta.

### Millor pel·lícula europea
| Títol             | Director(s)        | Productor(s)         | País       |
| ----------------- | ------------------ | -------------------- | ---------- |
| Riff-Raff         | Ken Loach          | Sally Hibbin         | Regne Unit |
| Homo Faber        | Volker Schlöndorff | Eberhard Junkersdorf | Alemanya   |
| Le Petit Criminel | Jacques Doillon    | Alain Sarde          | França     |

### Millor actriu europea
| Receptor(s)      | Títol             |
| ---------------- | ----------------- |
| Clotilde Courau  | Le Petit Criminel |
| Julie Delpy      | Homo Faber        |
| Sigríður Hagalín | Börn náttúrunnar  |

### Millor actor europeu
| Receptor(s)      | Títol             |
| ---------------- | ----------------- |
| Michel Bouquet   | Toto le héros     |
| Claudio Amendola | Ultrà             |
| Richard Anconina | Le Petit Criminel |

### Millor actriu secundària
| Receptor(s)      | Títol         |
| ---------------- | ------------- |
| Marta Keler      | Virdžina      |
| Barbara Sukowa   | Homo Faber    |
| Sandrine Blancke | Toto le héros |

### Millor actor secundari
| Receptor(s)          | Títol                     |
| -------------------- | ------------------------- |
| Ricky Memphis        | Ultrà                     |
| Ricky Tomlinson      | Riff-Raff                 |
| Zbigniew Zamachowski | Ucieczka z kina "Wolność" |

### Millor nova pel·lícula
| Títol         | Director(s)                   | Productor(s)      | País    |
| ------------- | ----------------------------- | ----------------- | ------- |
| Toto le Héros | Jaco Van Dormael              | Pierre Drouot     | Bèlgica |
| Delicatessen  | Marc Caro, Jean-Pierre Jeunet | Claudie Ossard    | França  |
| Ultrà         | Ricky Tognazzi                | Claudio Bonivento | Itàlia  |

### Millor guió europeu
| Receptor(s)      | Títol         |
| ---------------- | ------------- |
| Jaco Van Dormael | Toto le héros |

### Millor fotografia
| Receptor(s)          | Títol         |
| -------------------- | ------------- |
| Walther van den Ende | Toto le Héros |

### Millor compositor
| Receptor(s)           | Títol            |
| --------------------- | ---------------- |
| Hilmar Örn Hilmarsson | Börn náttúrunnar |

### Millor direcció artística
| Receptor(s)                                                               | Títol        |
| ------------------------------------------------------------------------- | ------------ |
| Miljen Kreka Kljaković (escenografia) · Valérie Pozzo Di Borgo (vestuari) | Delicatessen |

### Millor edició
| Receptor(s)      | Títol |
| ---------------- | ----- |
| Carla Simoncelli | Ultrà |

### Millor documental
| Resultat                     | Títol               | Director(s)   | País    |
| ---------------------------- | ------------------- | ------------- | ------- |
| Documental Europeu Guanyador | Usłyszcie mój krzyk | Maciej Drygas | Polònia |

### Premi a la carrera
- Alexandre Trautner

### Mencions especial del jurat
- Crimes et passions - la cicatrice, de Mireille Dumas
- Der Mauer, de Jürgen Böttcher

### Premi especial de la Societat Europea de Cinema
- Quinzaine des Réalisateurs

## Galeria

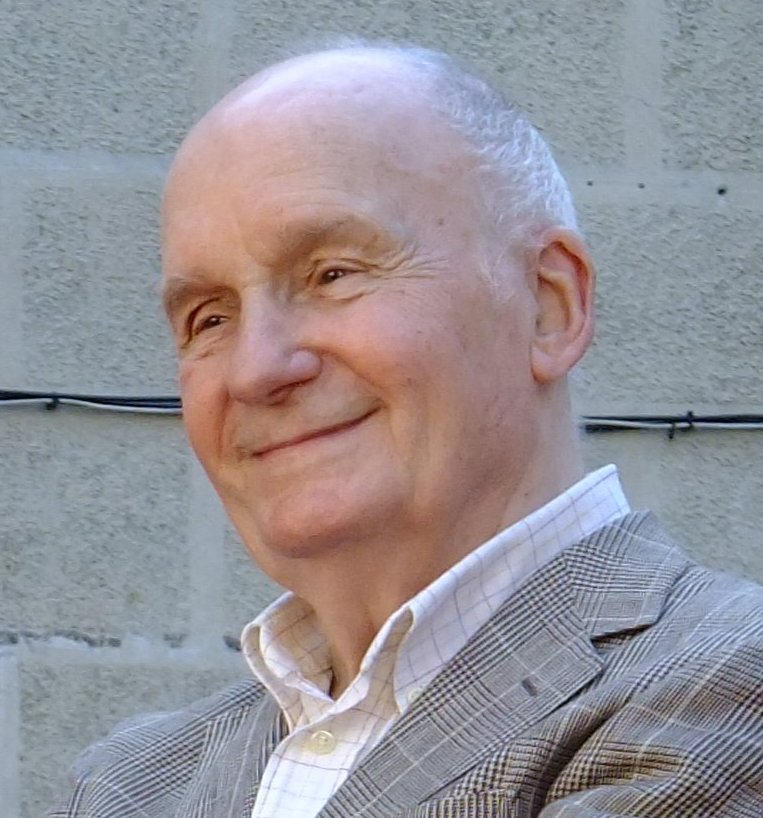
Michel Bouquet, premi al millor actor
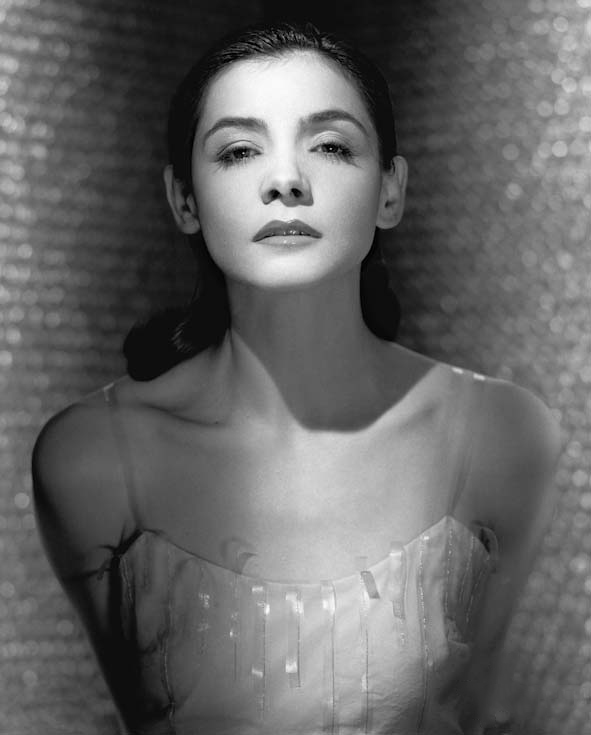
Clothilde Courau, premi a la millor actriu
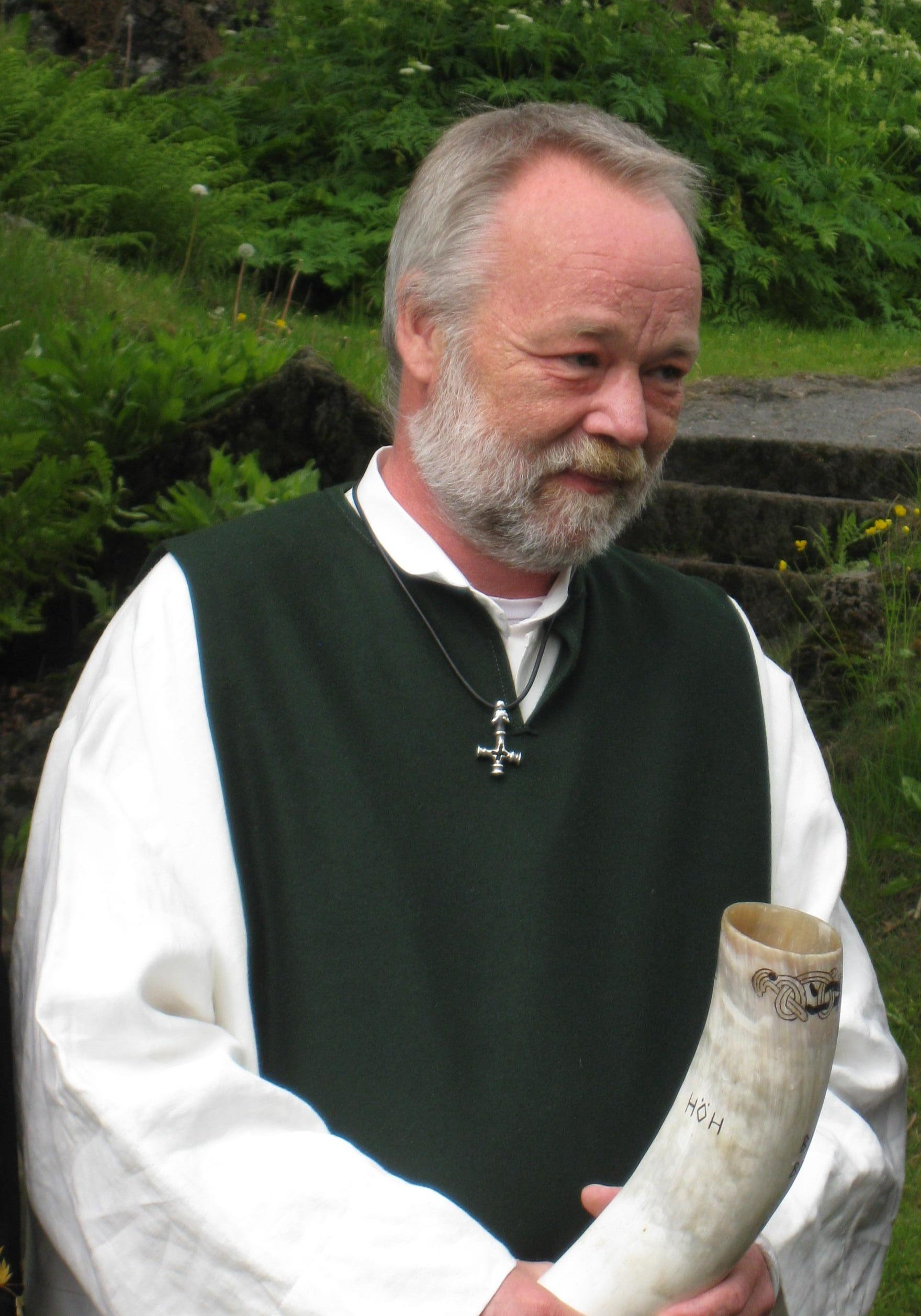
Hilmar Örn Hilmarsson, premi al millor compositor